# Залісся (Броварський район)
Залі́сся — село Броварського району Київської області. Входить до складу Великодимерської громади. Через село проходить автомобільна дорога E95, яка має важливе міжнародне значення.

## Історія

Сільський магазин продуктів у 2008 році.

Уперше згадується в 1475 році як укріплення серед лісів. У 1858 році налічувало 32 чоловіки і 13 жінок; чотири заїжджі двори, поштова станція. У 1862 році заліська поштова станція має 75 коней. У 1892 році — 11 дворів; 59 мешканців. У 1897 році зафіксовано 20 дворів та 83 мешканці. За даними перепису 2002 року, проживає 596 мешканців, 25 місце в районі. Функціонує дільниця управління шосейних доріг; найбільше в Україні заповідне господарство Заліське.
Село постраждало від російської агресії у 2022 році. 

## Населення

### Мова
Розподіл населення за рідною мовою за даними перепису 2001 року:
| Мова       | Кількість | Відсоток |
| ---------- | --------- | -------- |
| українська | 579       | 97.15%   |
| російська  | 17        | 2.85%    |
| Усього     | 596       | 100%     |

## Галерея

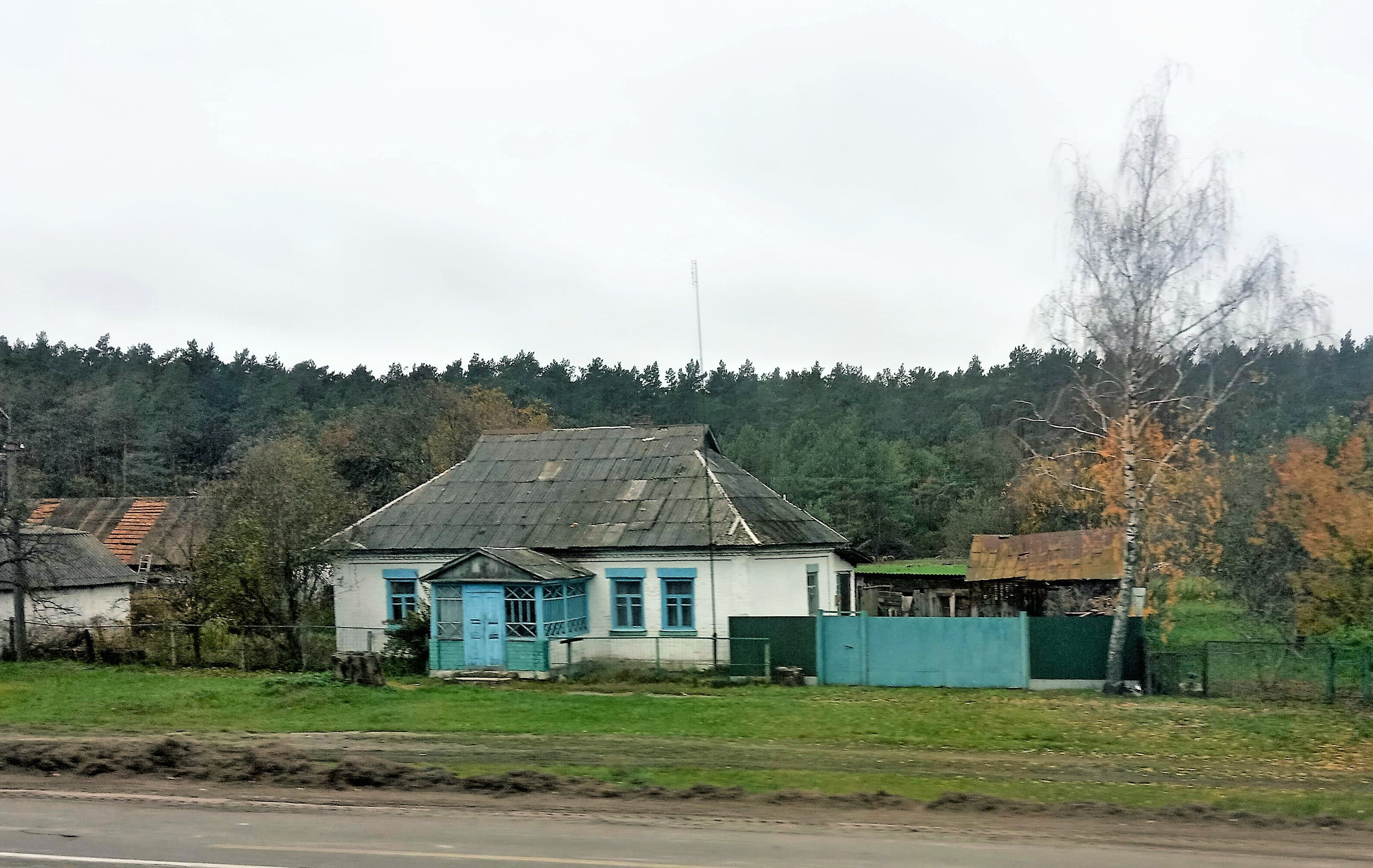
Хата в селі, 9 листопада 2020
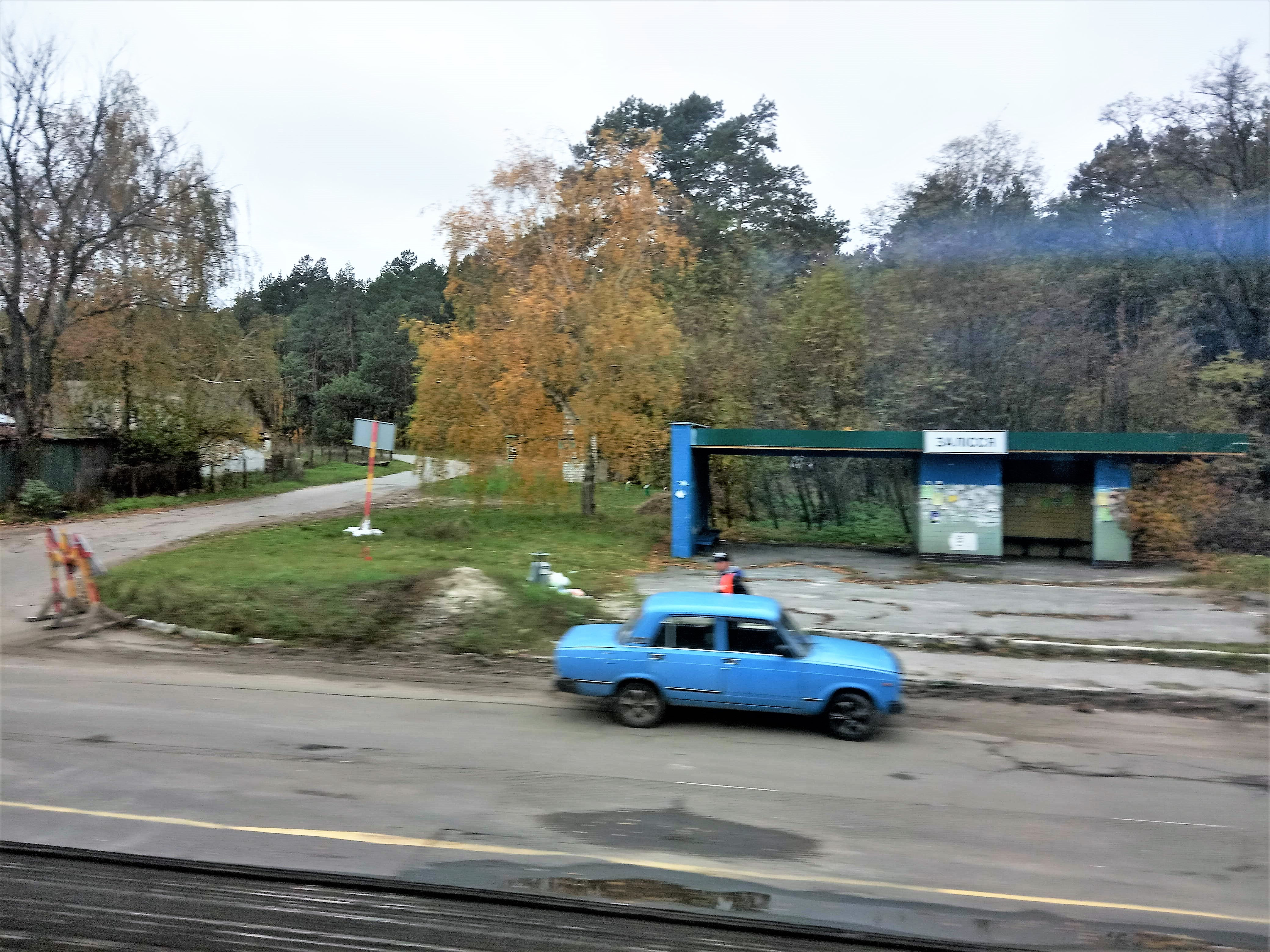
Автобусна зупинка
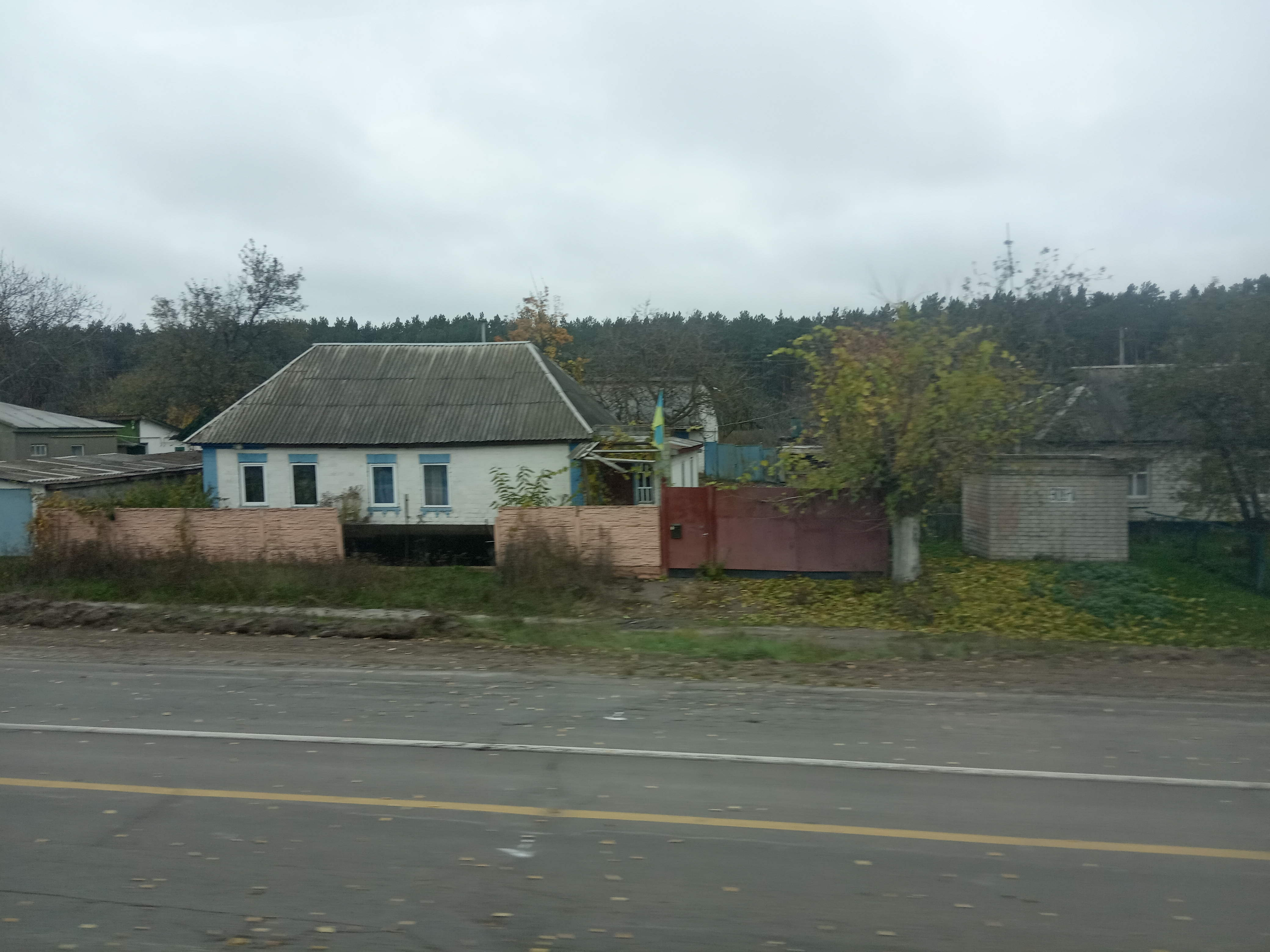
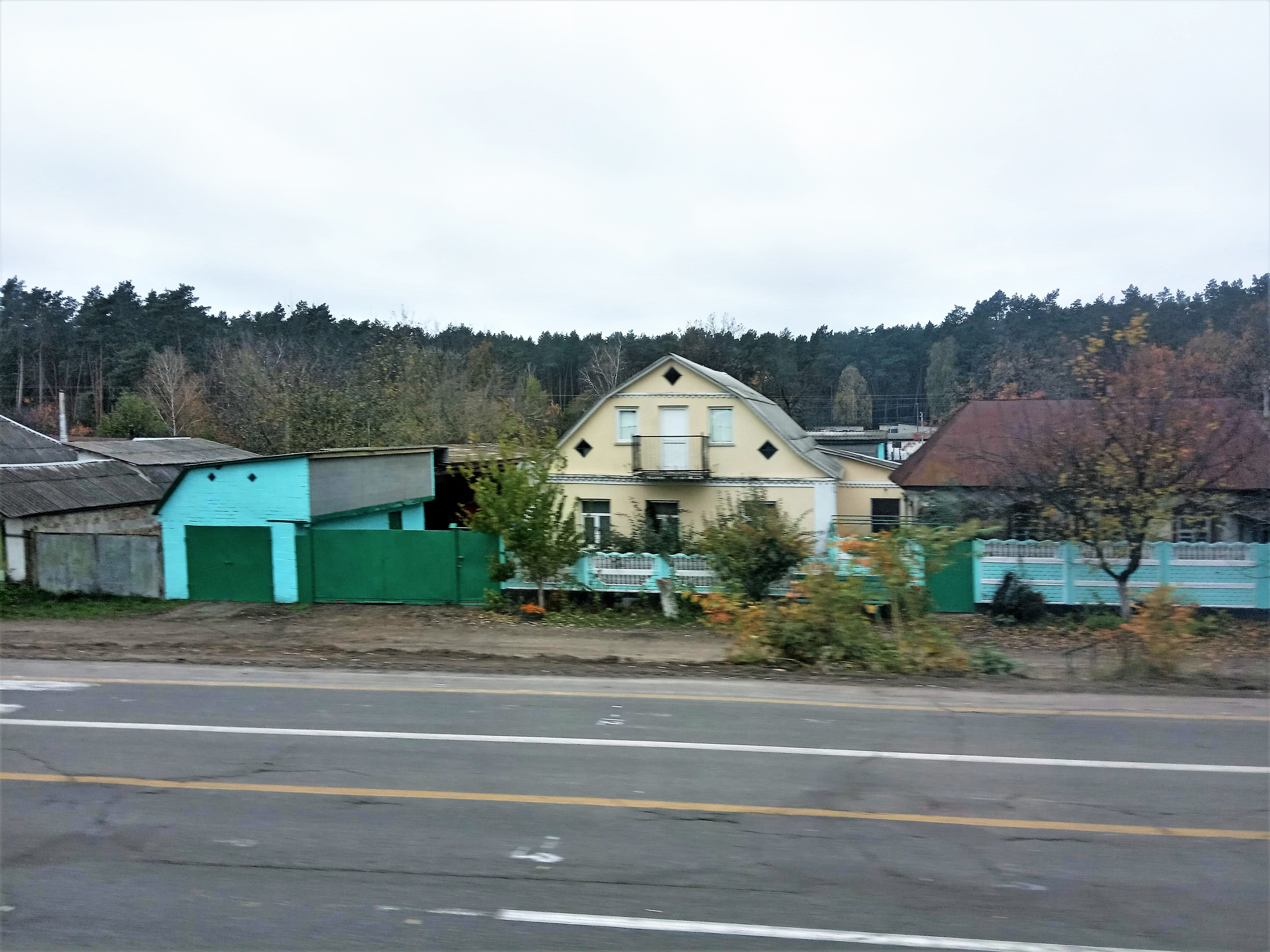
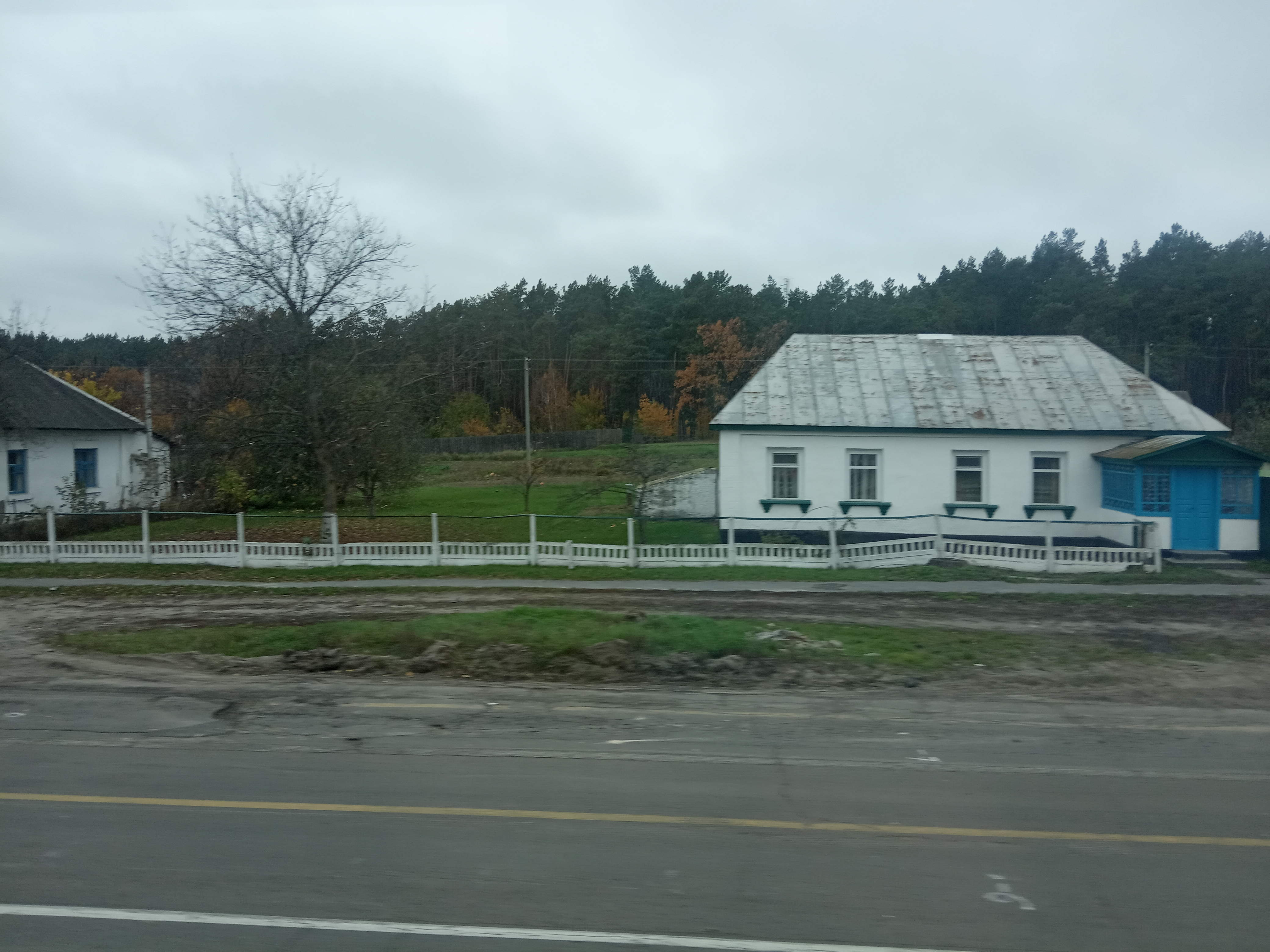